# SI☆NA
Pour les articles homonymes, voir Sina.
SI☆NA ou SINA, SI NA, prononcé en japonais しーな (shiina) est un groupe féminin régional d'idoles japonaises du Hello! Project, actif de 2008 à 2011. 

## Histoire
Le groupe est formé en 2008 avec quatre des cinq membres du Hello! Pro Kansai qui furent  sélectionnées en 2005 au terme d'un casting limité à la région du Kansai autour de Tokyo, le Hello! Pro Kansai Ressun Sei, et qui venaient d'être intégrées dans un autre groupe d'idoles créé précédemment chez Up-Front début 2008 mais en dehors du Hello! Project, HAPPY! STYLE, aux activités limitées au Kansai. 
SINA est nommé d'après les initiales de ses quatre membres: Ai Suma (S), Manami Iwashima (I), Nana Nakayama (N), et Asami Abe (A), homonyme d'Asami Abe la chanteuse sœur de Natsumi Abe du H!P. La cinquième membre du Hello! Pro Kansai, Irori Maeda, ne fait pas partie du groupe final car trop jeune, et ne débute que l'année suivante en 2009 en rejoignant le groupe Shugo Chara Egg!. SINA est présenté comme un groupe régional, et ses activités sont également limitées à la région du Kansai. Il n'a encore sorti aucun disque, mais anime sa propre émission de radio Girls Kiss, apparait dans des émissions télévisées locales et se produit sur scène. Ses membres continuent à faire partie d'Happy! Style en parallèle, et SINA est présenté comme étant lié à lui et à son label Up-Front Style en plus du Hello! Project. 
Nana Nakayama quitte les groupes le 25 juillet 2009 pour continuer ses études.
Le groupe est dissous le 17 avril 2011 après un concert d'adieu. Une de ses chansons, Frankincense Ψ, sera reprise par le groupe Buono! sur son album Partenza sorti l'été suivant.

## Membres
- Manami Iwashima (岩嶋雅奈未, Iwashima Manami?, née le 17 décembre 1989)
- Asami Abe (阿部麻美, Abe Asami?, née le 5 septembre 1990)
- Ai Suma (須磨愛, Suma Ai?, née le 15 avril 1992)

ex-membre
- Nana Nakayama (中山菜々, Nakayama Nana?, née le 3 avril 1992, a quitté le groupe en 2009)

## Liens
- (ja) Site officiel (fermé)
- (ja) Blog Officiel (fermé)
- (ja) Page officielle sur Hello! Project.com